# Storia dell'omosessualità in Russia

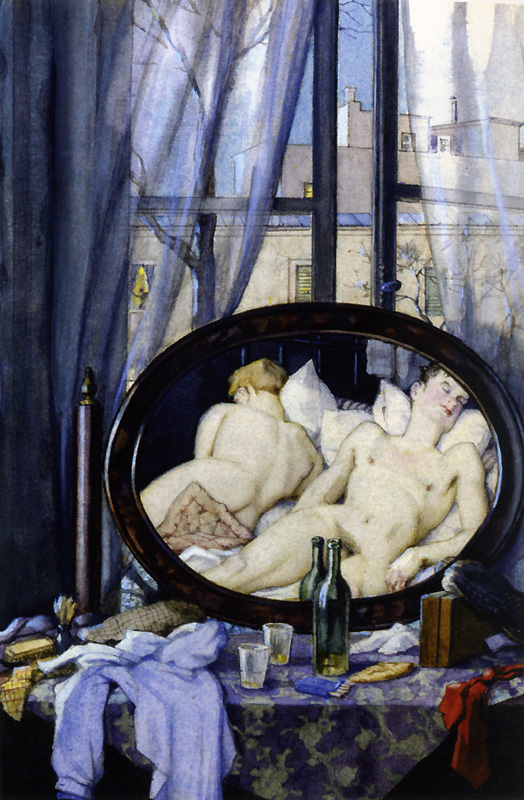
"Gli amanti" di Konstantin Somov.

La storia delle persone lesbiche, gay, bisessuali e transgender (LGBT) in Russia e nei suoi antecedenti storici (cioè l'Unione Sovietica e l'Impero russo) è stata ampiamente influenzata dalle tendenze politiche del tempo e via via dai livelli di liberalismo e/o tolleranza dei suoi governanti. È stata inoltre variamente influenzata dalla natura storicamente proibitiva della religiosità ortodossa russa (vedi omosessualità e Chiesa ortodossa) per quanto riguarda la sessualità.
L'omosessualità è stata documentata in Russia per secoli; i primi divieti dell'espressività omosessuale documentati e datati con qualche certezza risalgono all'inizio ed alla metà del XVII secolo. Il diplomatico e scrittore Grigorij Karpovič Kotošikhin ebbe a registrare che durante il regno dello zar Alessio Michajlovič gli omosessuali maschi venivano messi a morte, affermando che anche le donne lesbiche potevano finire sul rogo.
I tentativi governativi di prevenire le pratiche omosessuali ebbero inizio con il XVIII secolo, con lo zar Pietro il Grande il quale vieta le relazioni omosessuali all'interno delle forze armate nel 1716, come parte integrante del suo tentativo di modernizzare il paese. Nel 1832 un'ulteriore legislazione in senso restrittivo venne promulgata per criminalizzare alcuni atti sessuali commessi tra due maschi (specificamente il sesso anale); tuttavia in quello stesso secolo in Russia si sviluppò una vera e propria sottocultura, con molti personaggi conosciuti di nome e di fama che s'atteggiavano apertamente come bisessuali.
Nel 1917 la rivoluzione d'ottobre ha veduto il rovesciamento violento del governo zarista e la successiva formazione della Repubblica Socialista Federativa Sovietica Russa - il primo paese al mondo in cui il socialismo divenne dottrina di Stato - e seguita dalla fondazione dell'Unione delle Repubbliche Socialiste Sovietiche, dopo la fine della guerra civile russa nel 1922.
Il nuovo governo, dominato dal Partito Comunista dell'Unione Sovietica, debellò le vecchie leggi in materia di relazioni sessuali, giungendo così di fatto a legalizzare l'attività omosessuale in tutta la Russia, anche se essa rimase illegale in altri ex territori dell'impero (ad esempio in Asia centrale). Sotto il comando di Lenin furono autorizzati a servire nel governo anche coloro che erano apertamente e dichiaratamente omosessuali.
Nel 1933 il governo sovietico, sotto la guida di Iosif Stalin, tornò a criminalizzare l'attività omosessuale con condanne ai lavori forzati fino a cinque anni. Nella metà degli anni cinquanta, con l'avvio della destalinizzazione, cominciò una certa liberalizzazione degli atteggiamenti nei confronti delle questioni sessuali in tutta l'Unione sovietica, ma gli atti omosessuali continuarono a rimanere illegali. Nonostante ciò, la cultura gay diventava sempre più visibile, in particolare dopo la politica della glasnost' e della perestrojka attuata dal governo di Michail Gorbačëv a partire dalla metà degli anni ottanta del XX secolo.
Dopo il crollo dell'URSS e la fondazione della Federazione russa nel 1991, il Consiglio d'Europa mise sotto pressione la nuova amministrazione perché legalizzasse l'omosessualità, portando il presidente Boris El'cin a farlo nel 1993. Tuttavia, continuano a sussistere ancora diverse restrizioni sulle attività legate all'omosessualità.
L'omosessualità in Russia è stata a lungo un tabù e un oggetto di persecuzione. È stata depenalizzata nel 1917 per poi tornare nel 1933 ad essere un crimine. Nel 1993 le leggi sono state nuovamente modificate per legalizzare l'omosessualità. Tuttavia, nel 2013, il presidente Vladimir Putin ha promosso una serie di leggi nocive e discriminatorie contro le persone che parlino pubblicamente di omosessualità.

## Medioevo
Sigismund von Herberstein, Adam Olearius, Juraj Križanić e George Turberville parlano della prevalenza dell'omosessualità nella nazione a seguito dei loro viaggi e delle loro esperienze. Lo storico del XIX secolo Sergej Michajlovič Solov'ëv scrive che

## La Rus 'di Kiev
La situazione degli omosessuali nella Rus' di Kiev è assai poco conosciuta. Basta una menzione nella letteratura conservata nella leggenda riguardante i principi Boris e Gleb; l'amore di Boris per il gentiluomo Jorge d'Ungheria, che lui "amava oltre la ragione", diventa chiaro quando Boris viene ucciso e Jorge si getta sopra il suo corpo oramai senza vita, finendo pugnalato. Al momento della morte dice: "Non mi lasciare, mio amato Signore! Qui comincia ad appassire la bellezza del tuo corpo, e sicuramente anche la mia vita è finita". Boris e Gleb sarebbero stati canonizzati più tardi.
Lo studioso Vasilij Vasil'evič Rozanov ha voluto vedere nella storia di Moises d'Ungheria, fratello di Jorge, una storia che anche se è chiaramente basata sulla vicenda biblica di Giuseppe e della moglie di Putifarre, la punizione di un omosessuale molestato da una donna che non vuole o non può accettare un matrimonio eterosessuale.
L'introduzione del cristianesimo ortodosso in Russia ha avuto due influenze contraddittorie. Da un lato apparvero le cerimonie di gemellaggio (vedi adelphopoiesis) come promesse matrimoniali per due uomini e/o per due donne; tuttavia una visione negativa dell'omosessualità che, come l'adulterio e la masturbazione, erano passibili di esclusione dalla santa eucaristia, di digiuno e penitenze, si estese.

## Principato di Mosca
Dopo essersi liberati dalla dominazione mongola del Khanato dell'Orda d'Oro, che aveva ampliato sempre più i suoi territori dal XIII al XV secolo, il centro di potere si trasferì da Kiev a Mosca, capitale del granducato di Mosca. I viaggiatori occidentali del XVI secolo furono sorpresi e anche scandalizzati nel vedere che l'omosessualità era vissuta apertamente in Russia in tutte le classi sociali. Secondo Simon Karlinski, esperto di letteratura slava, il periodo moscovita è stato probabilmente "l'era di una maggiore visibilità e tolleranza per l'omosessualità maschile, che il mondo non aveva visto dai tempi dell'antica Grecia e di Roma".
Tuttavia tali affermazioni vanno relativizzate. Forse le storie sono vere, ma certamente sono state esagerate per evidenziare la natura primitiva e barbarica dei nativi agli occhi occidentali oltre che per screditare il cristianesimo russo ortodosso, opposto al cristianesimo cattolico e protestante dei relatori. Ai cronisti sorprendeva il fatto che, a differenza di quel che accadeva nell'Europa occidentale dove gli omosessuali erano perseguitati, imprigionati e giustiziati, non esistevano in Russia leggi menzionanti la sodomia. Ma in generale sia l'omosessualità sia il comportamento effeminato per gli uomini e quello mascolino per le donne, venivano visti come negativi.
Tra i monarchi il gran principe Basilio III di Russia arrivò ad avere problemi nel generare una discendenza; sembra che il principe fosse in grado di adempiere ai propri doveri coniugali soltanto se uno degli ufficiali della guardia si univa a loro nudo nel letto matrimoniale. Sua moglie Elena Vasil'evna Glinskaja era preoccupata, non per la presenza del funzionario, ma perché si poteva sospettare che il bambino non fosse un figlio legittimo.
Il figlio, lo zar Ivan il Terribile, nonostante le sue molte mogli e figli, mantenne il passatempo di godere di giovani uomini travestiti da donne; in effetti uno dei suoi ufficiali più spietati, Fiódor Basmanov, accolse il favore del sovrano con il suo abito da ballo femminile. La questione se molte di queste storie siano certe o solo calunnie create dai nemici è impossibile sapere.
Il fatto è che successivamente sono stati sfruttati sia nella letteratura che nel cinema; Aleksej Konstantinovič Tolstoj scrisse nel 1862 la storia tra Ivan il Terribile e Basmanov nel suo romanzo Il principe Serebrjanyj, mentre Sergej Michajlovič Ėjzenštejn vi si riferisce in una delle sue opere principali, la trilogia si Ivan ed in particolare ne La congiura dei Boiardi.
Nel complesso gli zar mantenevano una corte in cui uomini e donne vivevano vite totalmente separate; infatti tanto lo zar quanto la zarina mantenevano "compagni i camera" del loro stesso sesso che dormivano con loro. Vi furono tentativi di rendere la cosa più rispettabile utilizzando "compagni" già sposati, non è quindi chiaro se questa vicinanza fosse di natura sessuale o invece solo sintomo di un ambiente intriso di omosocialità; la corte, l'esercito, i monasteri e i bagni pubblici non sono mai stati studiati in profondità.
Nel frattempo la Chiesa ortodossa russa si oppose fermamente agli atti omosessuali. Nel sermone XII del metropolita Daniel, un religioso moscovita del decennio del 1530, descrive tutta una serie di tipologie omosessuali, alcune effeminate altre no. I libri penitenziali ortodossi menzionano spesso il travestitismo come un peccato, soprattutto se affettato; a volte si menzionano anche gli atti sessuali lesbici.
Principalmente la politica zarista faceva punire l'omosessualità e il travestitismo dalle autorità religiose o dalle proprie milizie, anche se fra il XV e il XVII secolo alcune fonti ci suggeriscono la presenza di relazioni omosessuali presso la nobiltà russa: la vicenda dello zar Ivan IV, detto Ivan il terribile è esemplare, sembrando che avesse una relazione intima con il giovane nobile Fëdor Basmanov, che era chiamato l'amante dello zar da molti contemporanei dell'epoca; mentre quando uno dei pretendenti al trono per succedergli, il Falso Dimitri I di Russia, venne rovesciato, il suo corpo martoriato fu trascinato per le strade in compagnia del suo famoso amante maschio.

## Impero russo
Nel 1698 in Inghilterra fu arrestato un certo Edward Rigby, venne condannato per incitamento a compiere atti omosessuali. Il rapporto del processo, che si è in grado di leggere, descrive che durante il suo tentativo di sedurre un giovane abbia detto che atti omosessuali sono la cosa più normale del mondo; Rigby affermò di aver visto attraverso il buco di una serratura anche lo zar di Russia Pietro il Grande in compagnia di Alexander, un falegname che era stato elevato al grado di principe proprio dallo zar. Pietro aveva visitato l'Inghilterra in quell'anno ed effettivamente trascorse due mesi nei cantieri navali di Deptford, dove Rigby aveva presumibilmente veduto lo zar. L'uomo venne infine condannato alla gogna, multato di mille sterline e condannato ad un anno di carcere; riuscì tuttavia a fuggire in territorio francese.
Sembra che Pietro fosse eterosessuale, ma sembra che non disprezzasse la compagnia maschile, in particolare gli uomini con una pancia pronunciata, sui quali li piaceva riposare la testa. Altri Romanov implicati in avventure omosessuali furono Anna I di Russia, che lo riconobbe nelle sue memorie e Caterina II di Russia, anche se pare abbia avuto solo una breve relazione con la principessa Ekaterina Romanovna Voroncova.
È interessante notare che fu lo stesso zar Pietro I a promulgare nel 1716 un severo divieto dell'omosessualità maschile all'interno delle forze armate, la prima legge contro l'omosessualità nell'Impero russo; il divieto di sodomia era parte di un movimento di riforma più ampio destinato (secondo le intenzioni) a modernizzare forzatamente la Russia; mentre gli sforzi attuati per estendere un simile divieto anche alla popolazione civile vennero respinti fino al 1835.
Nel 1703 fondò San Pietroburgo, "la finestra in Occidente", e imposto la cultura occidentale alla nobiltà, che comprendeva le idee su come comportarsi per gli uomini. Una legge simile per la società civile fu proposta nel 1754, ma il divieto fu rimosso nell'edizione finale del codice penale.  Si dovette aspettare fino al 1835 con Nicola I di Russia il quale introdusse il divieto di atti omosessuali tra uomini di cui all'articolo 995 del codice civile, punendolo con un massimo di cinque anni di esilio in Siberia. È stato chiamato мужеложство (muželožstvo), atto di criminalità interpretato dai giudici come sodomia. Sembra essere stata una risposta alle voci di sodomia negli internati che dovevano produrre le élite future e i funzionari di stato.
Nel corso dei secoli XVIII e XIX ci furono un certo numero di politici scrittori gay ultraconservatori, a partire da Ivan Ivanovič Dmitriev, ministro della Giustizia di Alessandro II di Russia e importante poeta sentimentale che usò la sua posizione per circondarsi nel ministero di suoi giovani amanti; nepotista è stato anche il conte Sergej Semënovič Uvarov, ministro della Pubblica Istruzione sotto Nicola I, il cui grande amore era il principe Michail Dondukov-Korsakov; reazionari di importanza in quell'epoca furono anche Filipp Víguel, Konstantin Nikolaevič Leont'ev e il principe Vladimir Meščerskij. Diversi parenti degli ultimi tre zar erano apertamente gay; come il granduca Sergej Aleksandrovič Romanov, fratello dello zar Alessandro III di Russia e zio dello zar Nicola II di Russia.
Tuttavia, non tutti gli omosessuali provenienti dalle classi superiori erano reazionari, Nikolaj Michajlovič Prževal'skij, Leont'ev o Pëtr Il'ič Čajkovskij conducevano una vita omosessuale più o meno apertamente. Čajkovskij era sposato, forse per mettere a tacere le voci circa la sua omosessualità, ma il matrimonio è durato solo un paio di settimane prima di naufragare. Dopo il fallimento del suo matrimonio, Čajkovskij era destinato ad accettare i propri sentimenti; in una lettera diretta al fratello Anatoli ha scritto: "Solo ora, soprattutto dopo l'incidente del mio matrimonio, ho finalmente capito che nulla è tanto inutile quanto voler essere quello che non sono per natura".
Con il termine koški (donne gatto) si usava indicare nel corso del XIX secolo le donne che amavano altre donne, mentre kobel indicava la lesbica attiva. Una giovane nobildonna, una certa Z, fu mandata da uno psichiatra da parte dei genitori perché si rifiutava da sposarsi. Z raccontò al dottore del suo circolo di donne dove praticava rapporti omosessuali. Così si espresse il medico nel descrivere la sua condizione:
Le lesbiche delle classi superiori potevano passare come giovani ragazzi se vestite adeguatamente e svolgere le corrispondenti attività sessuali senza problemi, tuttavia, ciò prevedeva che quando avessero raggiunto l'età per sposarsi, si sarebbero trasformate in mogli devote per alterare la loro condizione. Questo non sempre avveniva o non sempre è andato a buon fine. Nadežda Andreevna Durova, forse un uomo transgender, fu costretta dalla sua famiglia a sposarsi, ma lasciò il marito e il figlio di due anni più tardi per unirsi alle truppe degli Ussari e andare a combattere contro le truppe di Napoleone Bonaparte. Organizzate in "cerchie" che erano eminentemente private, risultarono molto meno visibili rispetto agli uomini.
Nel 1832 lo zar Nicola I di Russia fece aggiungere l'art.995 che metteva fuorilegge qualsiasi relazione omosessuale (denominata "muželožstvo"). Anche se questo potrebbe aver creato il divieto di ogni forma di comportamento omosessuale volontario tra adulti consenzienti ed in forma privata, i giudici tesero a limitar la sua interpretazione al sesso anale tra uomini, rendendo così legale di fatto gli atti privati di sesso orale tra maschi. La stessa legge non affrontava esplicitamente l'omosessualità femminile o il travestitismo, anche se entrambi i comportamenti sono stati considerati ugualmente immorali e potevano anche essere puniti ai sensi di altre leggi (similmente a come la chiesa puniva quelle ragazze che si comportavano da "maschiaccio"); le lesbiche potevano ad esempio venir perseguite da una legge risalente al XVII secolo.
Le persone condannate ai sensi dell'art.995 dovevano immediatamente essere spogliate dei propri diritti civili e trasferiti in Siberia per un periodo di tempo che poteva andare dai quattro ai cinque anni; non si sa con precisione quanti siano stati i russi ad esser condannati ai sensi della presente legge, anche se in questo periodo vi erano un certo numero di persone apertamente gay o bisessuali ed alcuni rituali di omoerotismo erano popolari tra alcuni dissidenti religiosi nel nord della Russia. Il numero relativamente elevato di artisti ed intellettuali apertamente gay o bisessuali proseguì fino al tardo XIX secolo.
L'autore e critico Konstantin Nikolaevič Leont'ev era come detto almeno bisessuale, ed una delle coppie più famose del mondo russo letterario di fine '800 è stata quella composta dalla scrittrice femminista Anna Evreinova e dall'autrice Marija Fëdorova. Un'altra notevole coppia lesbica russa era quella composta dalle scrittrici Polissena Soloviova e Natal'ja Manaseina. Altri autori degni di nota includono il giornalista e romanziere conservatore nonché principe Vladimir Meščerskij.
Nei momenti in cui vi era un certo grado di tolleranza da parte del governo, questa veniva automaticamente estesa ad alcuni artisti ed intellettuali di grido, soprattutto se questi risultavano essere in buoni rapporti con la famiglia imperiale; l'opinione pubblica del tutto pervasiva invece, e fortemente influenzata dalla chiesa ortodossa orientale, condannava senza mezzi termini l'omosessualità come segno di corruzione, decadenza ed immoralità. Lo scrittore Aleksandr Valentinovič Amfiteatrov nel suo romanzo Gente del 1890 (pubblicato nel 1910) riflette questo pregiudizio descrivendo due personaggi gay, una avvocatessa lesbica mascolina ed un poeta gay decadente.
Lev Tolstoj in Resurrezione (1889-1899) introduce un artista russo condannato per aver fatto sesso con i suoi studenti, ma gli viene data una sentenza clemente, ed un'attivista russa per i diritti degli omosessuali come esempi di corruzione diffusa ed immoralità presenti all'interno dell'impero zarista. Queste raffigurazioni di uomini e donne nella letteratura gay suggeriscono il fatto che la tolleranza selettiva del governo nei confronti dell'omosessualità non fosse così ampiamente espressa anche tra il popolo russo.
Nel 1903 la legge contro l'omosessualità maschile venne ammorbidita. L'articolo 516 del nuovo codice considerava ancora il muželožstvo come un crimine, ma questo veniva condannato solo per una durata massima detentiva di tre mesi, anche se i giudici continuarono a condannare all'esilio in Siberia, almeno per quattro o cinque anni. Nello stesso anno 1903 durante la preparazione della nuova legge, Vladimir Dmitrievič Nabokov, padre del famoso scrittore con lo stesso nome, ha scritto e pubblicato un articolo sullo status giuridico degli omosessuali in Russia. Nell'articolo si sostiene che lo Stato non dovrebbe interferire con il sesso personale.

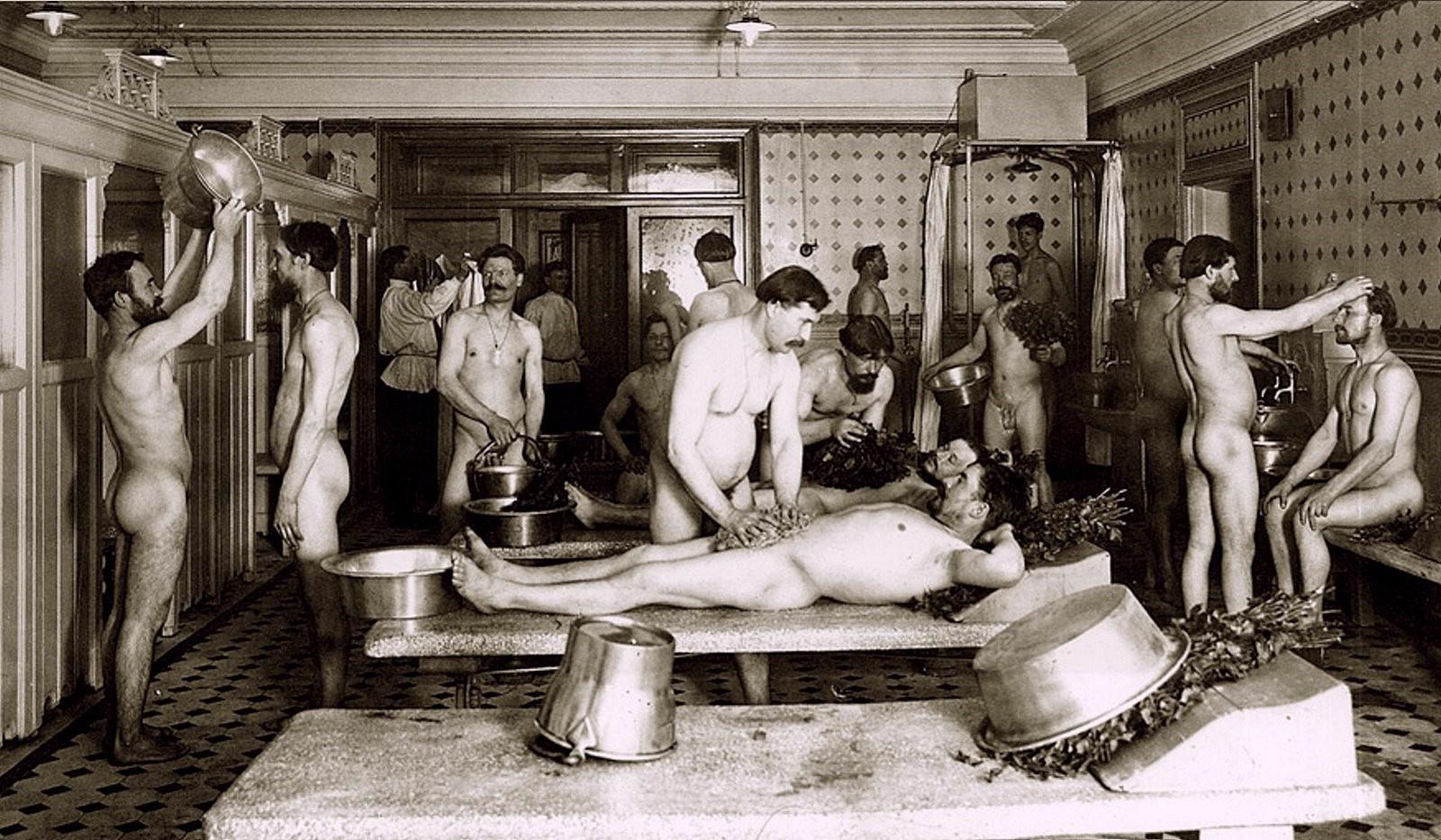
Agli inizi del XX secolo alcuni bagni e locali pubblici hanno tollerato l'omosessualità. Nel 1890 la prostituzione maschile omosessuale in alcuni bagni era diventato un business, non differenti dai bordelli eterosessuali. La situazione ha cominciato a cambiare con la rivoluzione russa sovietica, che ha messo tutti questi luoghi sotto il controllo statale quando non furono addirittura espropriati.
Messa in posa per una foto di Karl Bulla nei bagni Ergov, a San Pietroburgo, circa 1910.

### Aree rurali
Le zone rurali sperimentarono un'evoluzione distinta, più lenta rispetto alle grandi città. Alcune sette, originarie dai vecchi credenti, come Chlysty e gli Skopcy, rimaste nelle aree rurali più povere e nel nord remoto, ebbero dei rituali religiosi, un folclore e una cultura contenenti elementi omosessuali, bisessuali e rifacentesi al sadomasochismo. Per esempio i commercianti skopcy erano autentiche dinastie in cui un adulto adottava un operatore/apprendista/amante giovane che avrebbe ereditato l'azienda, iniziandolo al processo della nuova fede.
Nell'ambiente rurale russo eterosessuale questo modello venne visto come una forma di ermafroditismo, conosciuto dagli animali domestici. Vi sono state molti termini per definire e riferirsi al fenomeno transgender, così le donne di aspetto o comportamento mascolino erano chiamate мужланка (mužlanka), вородулиа (borodulia) o супарен (suparen'), tra gli altri. Gli uomini affetti da effeminatezza erano descritti col verbo devulit'sia e con i sostantivi devulia, babatia, babulia etc, tutte parole insultanti.

### Subcultura
Entro la fine del XIX secolo si sviluppò una sottocultura gay a San Pietroburgo e, più lentamente, anche a Mosca, caratterizzata da rapporti determinati da incontri, rituali, abbigliamento e linguaggio comune, oltre a sostenersi in reti di mutua assistenza.
Uno degli elementi più vidibili di questa sottocultura era la prostituzione maschile, che poteva essere trovata nelle strade e nei giardini del centro cittadino. I prostituti e i loro clienti, chiamati тётки (tëtki), venivano riconosciuti attraverso un gioco complicato di sguardi, movimenti e conversazioni apparentemente casuali. Anche i vestiti, in particolare una cravatta di colore rosso avrebbe potuto essere considerata come una prova. Anche alcuni esempi di uniformi venivano impiegate per indicare la propria mascolinità; per questi omosessuali ipermascolini che preferivano altri uomini mascolini si utilizzava la parola женоненавистник (ženonenavistnik, letteralmente "misogino").
Esistono notizie riguardo alla presenza di balli omosessuali, balyj ženonenavistnikov ("danze misogine") anteriori alla prima guerra mondiale, a Mosca e nelle zone limitrofe; queste danze, anche se effettuate all'interno della sottocultura ženonenavistnik, accettavano a volte anche alcuni che praticavano il travestitismo.
Le lesbiche della classe inferiore potevano essere spesso trovate nei bordelli, come clienti - come mostra il caso di Julija Ostrovleva, una donna di San Pietroburgo che amava visitare i bordelli vestita da uomo - o come prostitute, nel qual caso si formava una coppia che veniva chiamata кошки (koški, gatte). È possibile che tali rapporti abbiano avuto molto a che vedere con la sopravvivenza e la protezione reciproca.
Come in altri paesi europei in cui l'omosessualità era illegale, ad esempio in Germania e in Inghilterra, il ricatto non era sconosciuto neppure in Russia. Il fatto appare spesso nella letteratura criminologica dell'epoca; questa immagine un po' sordida di un mondo sotterraneo omosessuale, che giunge a noi causato dalla distorsione delle nostri fonti, dev'essere completato con informazioni provenienti da artisti che includevano l'omosessualità nelle loro opere, come un'altra faccia della moneta.

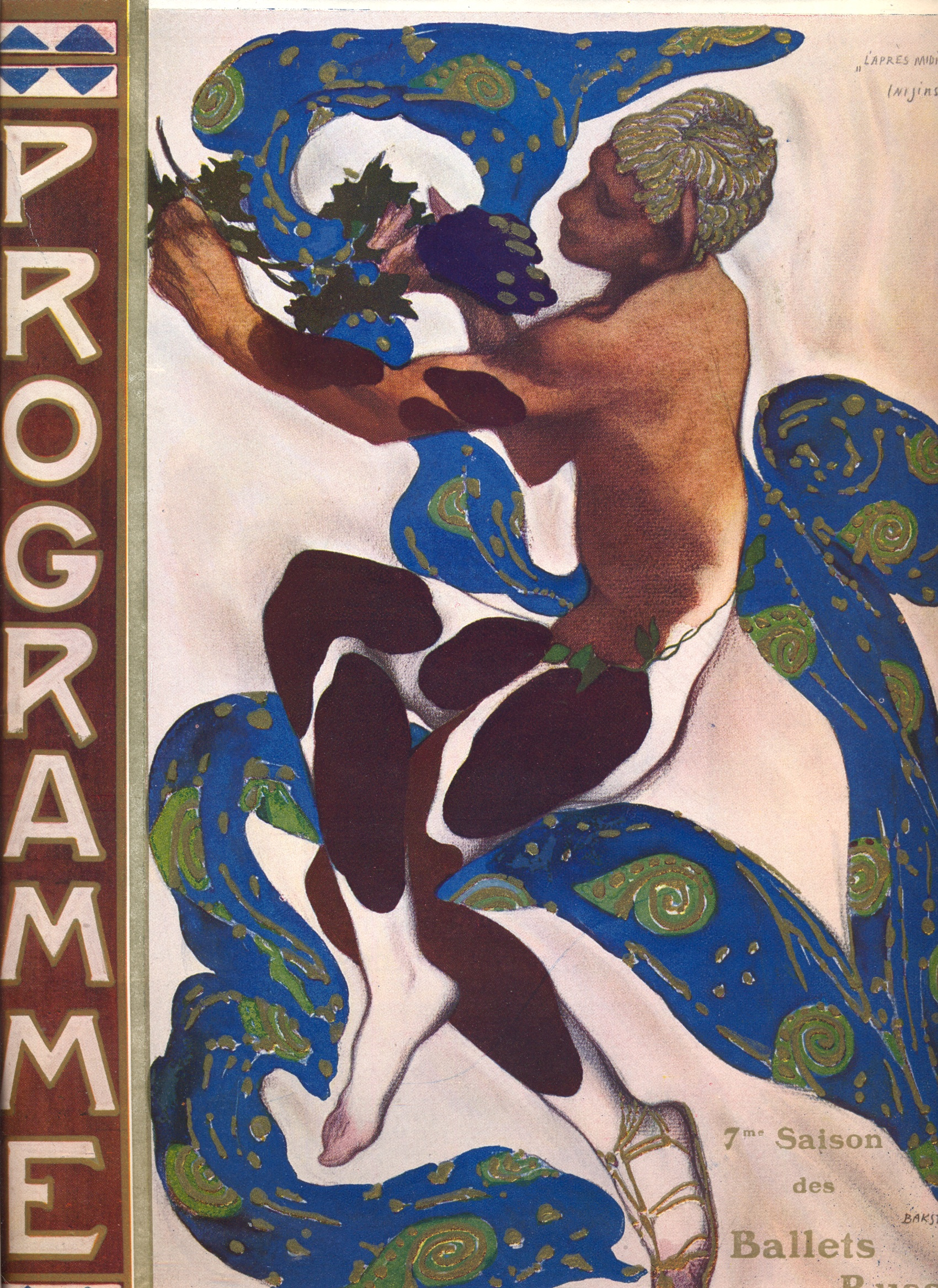
"Vaclav Fomič Nižinskij nel Prélude à l'après-midi d'un faune" di Léon Bakst.

### Età d'argento
L'ultimo decennio del XIX secolo e fino alla fine degli anni '20 del XX viene conosciuto per esser chiamato l'età d'argento della letteratura russa, in particolare della poesia. Nel corso di questi anni, ma soprattutto tra la rivoluzione russa del 1905 e il 1917, in cui le leggi contro l'omosessualità si ammorbidirono, la visibilità e la tolleranza nei confronti di personaggi gay e lesbiche generò quello che è stato definito un periodo d'oro dell'omosessualità in Russia.
Durante gli ultimi due decenni del XIX secolo, due coppie lesbiche hanno avuto una figura preminente: Anna Evréinova, esponente di spicco del femminismo in Russia e curatrice della rivista letteraria Северный вестник (Severnyj vestnik) insieme con la sua amante e compagna Maríja Fëdorova. La seconda coppia era formata da Poliksena Solov'ëva, poetessa del simbolismo e da Natal'ja Manaseina, che lasciò il marito per poter andar a convivere con la compagna.
Un'altra coppia, un po' più tardi, fu quella formata dalla poetessa Sofija Jakovlevna Parnok e da Marina Ivanovna Cvetaeva, che si conobbero all'inizio della "Grande Guerra" per separarsi poi nel 1916. L'emergere culturale del lesbismo - e dei gay - nel decennio del 1890 stava lavorando letterariamente per Aleksandr Valentinovič Amfiteatrov in Девятидесятники (Devjatidesjatniki, La gente del '90).
Altri nomi di gay notevoli presenti nelle arti del tempo furono il popolare poeta Aleksej Nikolaevič Apuchtin, che era stato un compagno di scuola e amante del futuro compositore Pëtr Il'ič Čajkovskij e il principe Vladimir Meščerskij, scrittore e pubblicista gay che era un ospite fisso al palazzo imperiale.
Meščerskij venne anche colto in flagrante nei giardini del palazzo con un soldato della guardia: lo zar Alessandro III di Russia in persona s'incaricò di prendersi cura di lui, facendo dimenticare il fatto e convincendo i testimoni a ritirare le denunce.

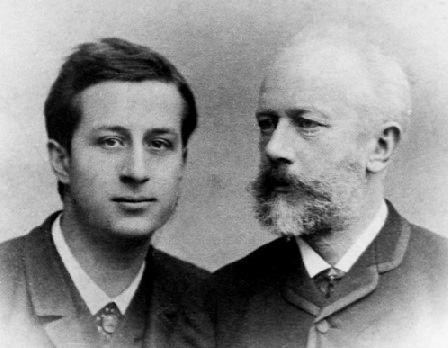
Aleksandr Il'ič Ziloti assieme al suo mentore Pëtr Il'ič Čajkovskij.

Michail Alekseevič Kuzmin è un altro nome importante, con il suo romanzo Крылья (Ali) del 1913 in cui affronta apertamente i temi omosessuali e che lo fece catapultare verso la fama.; col suo romanzo è diventato uno dei primi a fare coming out tramite un'opera letteraria; la storia è di notevole interesse per aver un lieto fine; mentre dalla lettura dei suoi diari privati si può giungere a fornire una visione dettagliata della sottocultura gay del periodo, che coinvolgeva uomini di tutte le classi sociali. Anche l'anfitrione del salone letterario «La Torre» Vjačeslav Ivanovič Ivanov era bisessuale, così come la sua seconda moglie Lidija Zinov'eva-Annibal, autrice di uno dei pochi romanzi lesbici russi, Тридцать урода три (Trentatré mostri).
Ma forse il gruppo più noto fu quello che si formò intorno alla rivista Мир искусства (Mir iskusstva, Il Mondo dell'arte) diretta dall'impresario Sergej Pavlovič Djagilev con la collaborazione del suo amante nonché cugino Dmitrij Vladimirovič Filosofov, anche se non va dimenticato il pittore Konstantin Somov. Djagilev sarebbe diventato famoso in seguito con i suoi balletti russi a Parigi, dopo la rottura con Filosofov ed essere diventato l'amante del ballerino Vaclav Fomič Nižinskij.

### Anarchici e Cadetti
L'anarchico Aleksandr Berkman ammorbidì il suo pregiudizio contro l'omosessualità attraverso il suo rapporto con Emma Goldmann nel suo tempo trascorso in carcere, dove imparò che tra il proletariato e i lavoratori potevano anche esservi persone gay, sfatando così l'idea che l'omosessualità fosse un segno di classe medio-alta o indice di sfruttamento da parte dei ricchi o segno di decadenza.
Vladimir Dmitrievič Nabokov (padre dello scrittore Vladimir Nabokov), uno dei fondatori del Partito Democratico Costituzionale (i cui membri erano denominati Cadetti), scrisse un documento di ricerca sullo status giuridico dell'omosessualità in Russia il quale fu pubblicato per la prima volta a Berlino dall'avvocato per i diritti gay, il tedesco dottor Magnus Hirschfeld.
Il fratello di Nabokov, Sergej, notorio frequentante della corte dei Romanov, aveva degli amanti maschi.

## Unione delle Repubbliche Socialiste Sovietiche

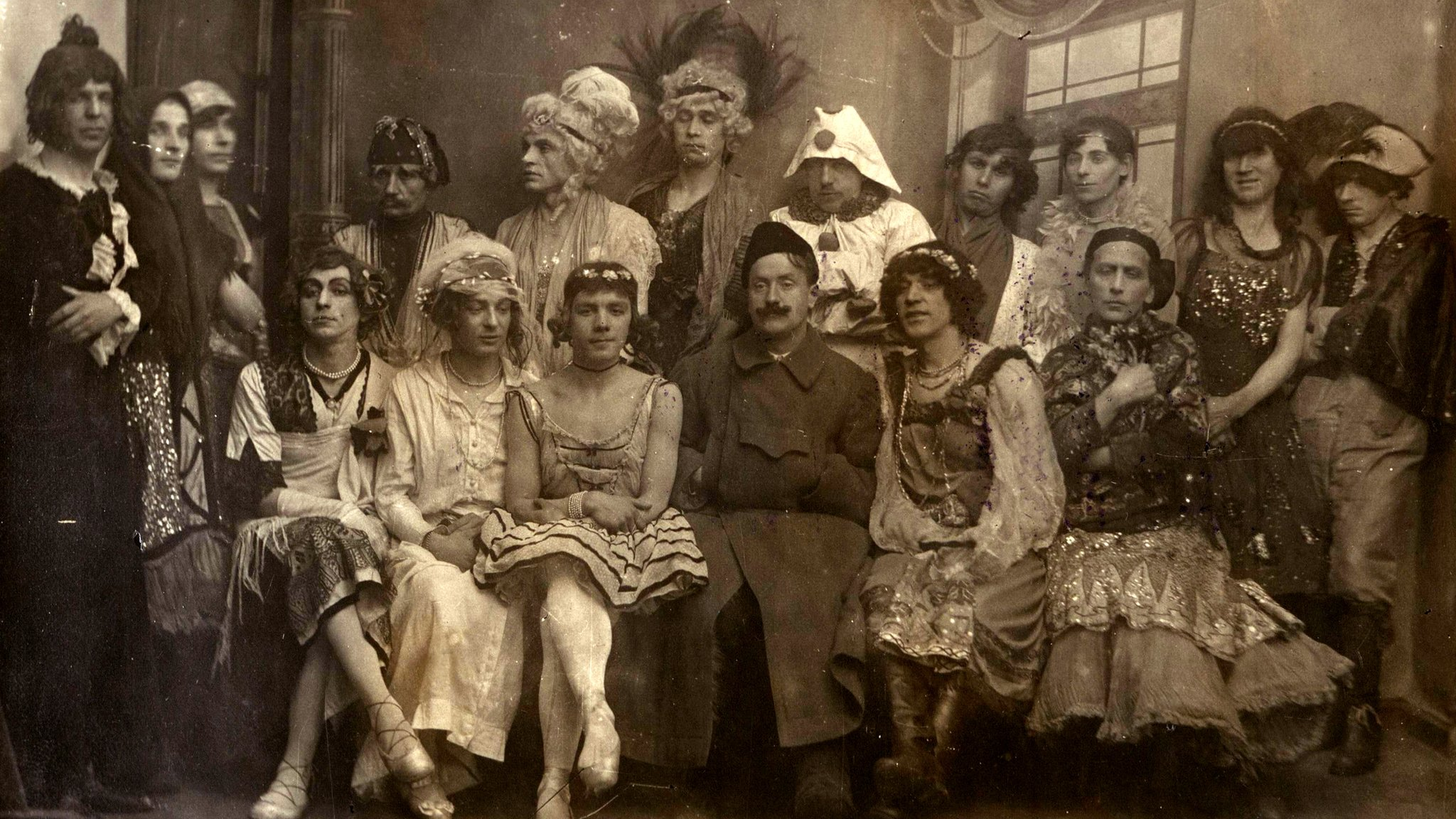
I membri di un club gay a Pietrogrado nel 1921.

### Diritti LGBT in seguito alla rivoluzione: 1917-24

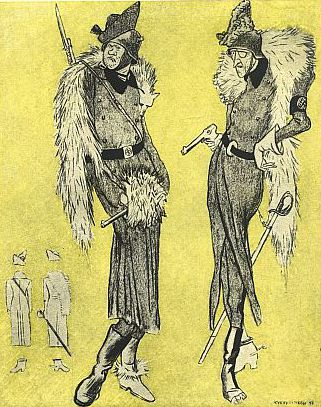
Propaganda in Unione Sovietica nel 1941 che mostra due soldati nazisti effeminati.

La rivoluzionaria comunista russa Inessa Armand approvò pubblicamente sia il femminismo sia l'amore libero, senza però affrontare mai direttamente il tema dei diritti LGBT. Attraverso l'abolizione delle vecchie leggi zariste il partito Comunista dell'Unione Sovietica legalizzò effettivamente in un primo momento il divorzio, l'aborto e l'omosessualità: il primo codice penale sovietico non conteneva alcuna criminalizzazione degli atti omosessuali ed ogni suo accenno venne omesso.
Eppure, la legalizzazione delle relazioni omosessuali consensuali svolte in privato e tra adulti venne applicata solo alla stessa Russia; la sodomia rimase un crimine in Azerbaigian (ufficialmente dal 1924), così come nelle repubbliche sovietiche dell'Asia centrale e nella Repubblica Socialista Federativa Sovietica Transcaucasica nel corso degli anni venti. Leggi penali del tutto simili vennero promulgate in Uzbekistan nel 1926 e nel Turkmenistan l'anno seguente.
Nel 2013 si pubblicò per la prima volta la foto di un "ballo degli invertiti" in Russia, in particolare a Pietrogrado, del 15 febbraio 1921, durante i primi anni del regime sovietico. La foto fu scattata da esperti di medicina legale della polizia, che avevano condotto una retata nel luogo dove si stava celebrando la festa, dopo aver ricevuto una soffiata anonima sulle attività "contro natura" in una strada. Si trovarono 98 tra marinai, soldati e civili i quali si erano riuniti per celebrare un "matrimonio travestito", molti dei quali vestiti in abiti femminili, abiti "spagnoli" e "parrucche bianche" da valzer e minuetto, e socializzavano con altri uomini. Il Commissario responsabile per la Giustizia ebbe a giustificare il raid in quanto era una manifestazione pubblica di tendenze omosessuali che avrebbe potuto mettere in pericolo le "persone non abituate" a certi fatti. Anche se nessuno dei partecipanti venne poi condannato, il proprietario dell'appartamento, Eduard Michel, fu accusato di gestire un bordello ai sensi dell'articolo 171 del codice criminale della Repubblica Socialista Federativa Sovietica Russa, un reato condannato con un minimo di 3 anni di carcere e la confisca di tutte o di parte delle proprietà.
L'Unione Sovietica inviò anche dei delegati all'Institut für Sexualwissenschaft (l'istituto per la scienza sessuale tedesco), nonché ad alcune conferenze internazionali sulla sessualità umana, i quali espressero il loro sostegno per la legalizzazione delle relazioni omosessuali tra adulti consenzienti in privato. Tuttavia, a partire dal 1930, insieme ad una maggiore repressione dei dissidenti politici e di molti membri dell'etnia non russa sotto Stalin, i temi LGBT hanno dovuto affrontare la censura ufficiale del governo ed una politica più dura uniformemente in tutta l'Unione Sovietica: l'omosessualità venne così ufficialmente etichettata come una malattia.

La posizione ufficiale potrebbe essere riassunta in questo brano della Grande enciclopedia sovietica del 1930 scritto dall'esperto medico Sereiskij: 

### Storia LGBT sotto Stalin: 1924-1953
Quando Stalin è salito al potere nel 1924, l'omosessualità è divenne un argomento inadatto alla pubblica raffigurazione, discusso o difeso in pubblico. I russi omosessuali o bisessuali che desideravano aver una qualche posizione di rilievo all'interno del Partito comunista avrebbero dovuto sposarsi per forza, indipendentemente dal loro vero e proprio orientamento sessuale. Un esempio notevole di questo fatto è stato quello del regista russo Sergej Michajlovič Ėjzenštejn, che nonostante la sua omosessualità, riuscì a sopravvivere conducendo una doppia vita, continuando ad avere relazioni con gli uomini anche mentre era sposato con una donna, e producendo film che erano politicamente graditi a Stalin.
Nel 1933 venne inserito all'interno del codice penale l'art.121, che vietava espressamente in tutta l'Unione Sovietica l'omosessualità maschile, con pene per i trasgressori che potevano arrivare fino a cinque anni di lavori forzati nei campi di prigionia e nei gulag; non vi erano invece leggi penali in materia di lesbismo. Gli osservatori occidentali ritengono che durante il regime sovietico tra gli 800-1.000 uomini sono stati imprigionati ogni anno ai sensi dell'art.121.
Alcuni storici hanno notato che è stato propriamente in questo periodo che la propaganda sovietica ha cominciato a rappresentare l'omosessualità come un segno indicatore del fascismo e che l'art.121 può essere stato un semplice strumento politico da utilizzare contro i dissidenti, a prescindere quindi dal loro autentico orientamento sessuale, e solidificare al contempo l'opposizione russa alla Germania nazista che aveva cominciato a prodursi a seguito della rottura del patto Molotov-Ribbentrop.
Più recentemente un terzo possibile motivo per la legge anti-gay è emerso da documenti sovietici declassificati e trascrizioni. Al di là dei timori espressi di una vasta cospirazione controrivoluzionaria o fascista da parte degli omosessuali, vi furono diversi arresti di alto profilo di uomini russi accusati di pederastia. Nel 1933 130 persone sono state accusate di essere pederaste, ovvero maschi adulti che hanno rapporti sessuali con i ragazzi; dal momento che nessuna registrazione, verbale o archivio è rimasto riguardante uomini che hanno un rapporto sessuale con ragazzi, è anche possibile che questo termine sia stato usato ampiamente e crudamente per etichettare l'omosessualità. Quale che sia il motivo preciso, l'omosessualità è rimasta un reato grave fino a quando non è stata abrogata nel 1993.
Il governo sovietico ha pubblicizzato assai poco il cambiamento della legge, tanto che la maggioranza delle persone sembravano esser del tutto inconsapevoli del fatto che esistesse. Nel 1934 il comunista scozzese Harry Whyte scrisse una lunga lettera a Stalin nella quale condannava la legge anti-omosessualità e le sue motivazioni pregiudizievoli; sposò una posizione marxista contraria all'oppressione degli omosessuali, in quanto minoranza sociale, ed abbinò l'omofobia al razzismo, alla xenofobia e al sessismo.
Anche se a tale lettera non è mai stato formalmente risposto, lo scrittore e uomo di cultura sovietico Maksim Gor'kij fu autore di un articolo pubblicato sia sulla Pravda sia sulla Izvestija ed intitolato "Umanesimo proletario", in cui sembrava respingere gli argomenti di Whyte punto per punto: rifiutava difatti l'idea che gli omosessuali costituissero una minoranza sociale e sostenendo d'altra parte che l'Unione Sovietica aveva bisogno di combattere la pederastia al fine di proteggere i giovani e combattere il fascismo.
Pochi anni dopo, nel 1936, il "Commissario alla Giustizia" Nikolaj Vasil'evič Krylenko dichiarò pubblicamente che il diritto penale anti-gay è stato correttamente rivolto alle vecchie classi dirigenti decadenti ed infette, quindi collegando inoltre l'omosessualità ad una cospirazione di destra, vale a dire la Nobiltà russa, il Terzo Reich e i Tedeschi di Russia. La campagna contro l'omosessualità si inserisce dunque all'interno del progetto di propaganda comunista avviato da Stalin.
L'omosessualità non era solo un crimine contro la natura, ma anche contro la società. Gli atti omosessuali erano un tradimento di classe e pertanto condannati. Le cifre degli uomini scomparsi nei campi di lavoro non sono note, ma gli arresti di massa compiuti durante le grandi purghe garantirono come risultato l'invisibilità della subcultura omosessuale per i seguenti quattro decenni.
Nei campi di lavoro e nelle prigioni vigeva tra i prigionieri un vero e proprio sistema di caste, di cui la più bassa era chiamata опущенный (opuščennyj, letteralmente "degradato"). L'opuščennyj divenne l'intoccabile ed era adibito a svolgere i compiti più difficili e sgradevoli, dipendendo interamente dalla clemenza degli altri prigionieri. Violazioni individuali e di gruppo degli opuščennyj, convertiti in schiavi sessuali, era comune. Gli uomini che venivano processati ai sensi dell'articolo 121 per omosessualità e condannati al carcere erano automaticamente classificati come opuščennyj.
Il violinista sovietico Valerij Klímov, condannato a tre anni per omosessualità, confessò a Slava Mogutin che aveva assistito a brutali omicidi di almeno dieci omosessuali; uno di loro fu assassinato da una decina di prigionieri che, dopo averlo violentato più volte, salirono con i piedi sopra la sua testa fino ad ucciderlo.
Nel 1952 la Grande enciclopedia sovietica spiegava alla voce 'omosessualità' il fatto seguente: "L'origine dell'omosessualismo è legato alle condizioni sociali di tutti i giorni; per la stragrande maggioranza delle persone l'omosessualismo viene ammesso, ma queste perversioni scompaiono non appena la persona è in un ambiente sociale favorevole [...] nella società sovietica, con le loro abitudini sane, l'omosessualismo è una perversione sessuale considerata vergognosa e criminale. Il diritto penale considera l'omosessualismo punibile ad eccezione di quei casi in cui è una manifestazione di un disturbo psichico forte" (Gomoseksualism» (1952), p. 35).

### Storia LGBT post-Stalin: 1953-1991
Dopo la morte di Stalin avvenuta nel 1953, questi è stato sostituito da Nikita Sergeevič Chruščёv, che ha proceduto a liberalizzare tutte le leggi dell'era staliniana in materia di matrimonio, divorzio ed aborto, mentre la legge penale anti-gay è rimasta immutata. Il nuovo governo riteneva che l'assenza di una legge penale contraria all'omosessualità ne avrebbe permesso la diffusione tra la popolazione generale, per colpa dell'aumento del tasso di sesso tra uomini che si era poteva verificare in ambiente carcerario, in quanto molti prigionieri dell'era staliniana erano stati rilasciati. Considerando che il governo di Stalin equiparava l'omosessualità alla pedofilia, l'amministrazione comunista seguente si preoccupò soprattutto del comportamento sessuale situazionale, a volte forzato, di atti sessuali tra detenuti di sesso maschile.
Nel 1958 il ministero dell'interno ha inviato una nota segreta alle forze dell'ordine disponendo l'accelerazione dell'applicazione della legge penale anti-gay. Eppure, tra la fine degli anni cinquanta e il principio degli anni sessanta la corrispondente Aline Mosby, giornalista straniera in Russia in quel momento, grazie al comportamento più liberale del governo Krusciov, ebbe la possibilità di vedere alcune coppe gay in pubblico, asserendo che no era raro vedere uomini in attesa fuori di alcuni teatri in cerca di un appuntamento con artisti di sesso maschile.
Ma nonostante questi rari esempi, migliaia di persone furono imprigionate per omosessualità e la censura del governo nel campo dei diritti per i gay ha cominciato lentamente a rilassarsi, ma non prima degli anni 70, consentendo brevi dichiarazioni ad alcuni dei loro esponenti.
Con la salita al potere di Leonìd Il'ìč Brèžnev la situazione cambiò nuovamente. Un manuale sessuale sovietico del 1964 indicava che «con tutti i trucchi a loro disposizione, gli omosessuali cercano di conquistare la fiducia dei giovani… Tali persone devono essere immediatamente segnalate agli organi di gestione di modo che possano esser rimossi dalla società».
Ci sono prove per ritenere che gli omosessuali furono anche vittime dell'utilizzo di diagnosi psichiatriche fatte dal governo sovietico (vedi l'utilizzo della psichiatria a fini politici in Unione Sovietica) per mettere a tacere i dissidenti e altri "devianti sociali". Le vittime erano spesso collocate in istituti psichiatrici con la diagnosi di schizofrenia "indolente" o " insidiosa" e perdevano qualsiasi diritto per incapacità mentale. Tanto questa "psichiatria repressiva" che l'articolo 121, sono stati impiegati per garantire la fedeltà ai funzionari di partito e ai personaggi pubblici. Così Sergej Iosifovič Paradžanov, uno dei grandi maestri del cinema del XX secolo, venne arrestato per essere omosessuale nel 1974 e condannato a cinque anni di lavori forzati. I suoi colleghi pensavano che era stato punito per le sue controverse pellicole.
Nei primi anni 1970 la situazione cominciò a rilassarsi un po' e la censura del governo iniziò a consentire a brevi menzioni dell'omosessualità. Nel 1973 l'autore Venedikt Vasil'evič Erofeev potreva includere un breve monologo interiore circa l'omosessualità nella sua opera Mosca-Petuškì (1973). Forse la prima dichiarazione pubblica a favore dei diritti degli omosessuali post-Stalin è stata una breve dichiarazione critica circa l'art. 121 e chiedendone l'abrogazione, fatta nel libro di testo del diritto penale sovietico (1973).
A Vicktor Sosnora venne permesso di scrivere la testimonianza di un anziano attore gay il cui brutale assassinio in un bar di Leningrado in The Flying Dutchman (1979), ma al libro fu concesso di essere pubblicato solo nella Germania Est. Questi riferimenti, in un romanzo o un libro di testo, si caratterizzano per il fatto essere espressi da eterosessuali. Quando l'autore era gay, e in particolare quando era ritenuto un difensore dei diritti dei gay, la censura tendeva ad essere molto più dura.
L'autore russo e poeta gay Evgenij Charitonov fece in tempo a diffondere illegalmente alcune storie di fiction e romanzi di letteratura gay prima della sua morte a causa di problemi di cuore avvenuta nel 1981. Il dissidente e scrittore Gennady Trifonov dovette scontare quattro anni di lavori forzati per aver fatto circolare le proprie poesie a tema gay e, dopo la sua liberazione, gli venne permesso di continuare a scrivere e a pubblicare soltanto alla condizione di evitare le raffigurazioni di personaggi gay e di far riferimento esplicito all'omosessualità.
Nel corso dei primi anni '80 cominciarono ad apparire bande di giovani che picchiavano e derubavano i gay, a volte incoraggiati dalla stessa polizia, ben sapendo che se fossero stati denunciati sarebbero stati i denuncianti a finire in carcere.
Nel 1984 un gruppo di uomini gay russi si riunì nel tentativo di formare un'organizzazione ufficiale per i diritti LGBT, ma ottennero solo d'esser rapidamente arrestati dal KGB; è stato possibile solamente più tardi, durante il periodo della glasnost' e della perestrojka, affrontare dibattiti pubblici su questi temi, con il consenso a ri-legalizzare i rapporti omosessuali tra adulti consenzienti in privato. Un sondaggio condotto nel 1989 rivelò che gli omosessuali erano il gruppo più odiato all'interno della società russa e che il 30% degli intervistati riteneva che dovessero essere liquidati.
Fu solo nel 1987 che i medici e i giornalisti iniziarono a discutere apertamente la questione da un punto di vista scientifico e umanitario.
Un sondaggio eseguito nel 1989 ha dimostrato che gli omosessuali erano la minoranza più odiata nella società russa: il 30% degli intervistati riteneva che gli omosessuali avrebbero dovuto essere liquidati.
Durante il biennio 1989-1990 ad un'organizzazione per i diritti dei gay di Mosca guidata da Evgenija Debrjanskaja fu permesso di esistere, mentre all'attivista Roman Kalinin venne dato il permesso di pubblicare un giornale gay, "Tema". È solo ora, sotto il governo di Michail Gorbačëv, che in Russia le organizzazioni LGBT iniziano a cooperare serenamente, grazie alla progressiva liberalizzazione del paese.
In un sondaggio d'opinione condotto nel 1991 condotto a Čeljabinsk constatò che il 30% degli intervistati di età compresa tra i 16 e i 30 anni ritenevano che gli omosessuali dovessero essere "isolati dalla società", il 5% proponeva che fossero liquidati, il 60% aveva un atteggiamento in ogni caso negativo nei loro confronti, mentre un ultimo 5% etichettò il loro orientamento sessuale come "sfortunato".
Il numero preciso di persone perseguite ai sensi dell'articolo 121 rimane sconosciuto, con le prime informazioni ufficiali che sono state rilasciate solo nel 1988, ma si crede che siano state all'incirca 1.000 persone all'anno. Secondo i dati ufficiali, il numero di uomini condannati di cui all'articolo 121 era stato in costante diminuzione nel periodo della glasnost'. Nel 1987 831 uomini sono stati condannati ai sensi dell'articolo 121; nel 1989 539; nel 1990 497; nel 1991 462.
Tuttavia dobbiamo essere cauti con queste cifre, dal momento che molte accuse erano fabbricate ad hoc e le confessioni degli imputati e dei testimoni spesso estorte e ottenute con la forza.

## Periodo postcomunista: Federazione russa

### Storia LGBT sotto El'cin: 1991-1999
Il 27 maggio del 1993 vennero legalizzati gli atti omosessuali. Tuttavia il 13 agosto dello stesso anno fu spiegato che "non tutte le persone condannate dalla legislazione precedente sono state rilasciate dal carcere" ed alcuni casi che furono giudicati nuovamente e mantenuti in carcere, altri che non sono stati più rinvenuti nelle schede detentive e le cui tracce si erano perdute.
La riforma venne realizzata in gran parte a causa delle pressioni venute da parte del Consiglio d'Europa. Mentre Boris Nikolaevič El'cin firmava la legge il 29 di aprile né lui né il parlamento avevano alcun interesse alla causa dei diritti LGBT. Questa riforma non implicò però anche un'improvvisa accettazione dell'omosessualità nella società russa; uno studio rilevò che solo il 2,3% degli intervistati russi non aveva problemi nei confronti del fenomeno, mentre rimaneva una questione problematica per la stragrande maggioranza ed una parte significativa di essi considerò che l'unica soluzione giusta fosse l'uccisione di coloro che venivano scoperti.
Nel 1996 si costituì un'associazione a favore dei diritti umani LGBT chiamata "Triangolo", con la contemporanea pubblicazione di diverse nuove riviste dedicate specificatamente ad un pubblico LGBT; sorsero inoltre organizzazioni locali poco dopo la caduta del regime sovietico. Nel 1993 il poeta Dmitrij Kuzmin aveva fondato la pubblicazione "Argo-Risk", senza scopo di lucro e finanziata dallo stesso Kuzmin, facendo inoltre pubblicare anche le riviste "Vavilon" e "Risk" (quest'ultima specializzata in letteratura). I libri che editava come editore non raggiungevano le mille copie.
Attorno a queste riviste si formò un gruppo di giovani autori gay: Aleksandr Ilianen, Vadim Kalinin, Aleksandr Anaševič, Slava Mogutin, Ksenija Marnikova, ecc. Agli inizi degli anni 2000 entrambe le riviste sono scomparse dal commercio. Tuttavia, come è successo con i gruppi formati nel 1989-90, molte di queste iniziative tra cui "Triangolo" cessarono la pubblicazioni a causa della mancanza di denaro, così come a seguito delle pressioni legali e delle molestie sociali a cui venivano sottoposti.

### Storia LGBT sotto Putin: dopo il 1999

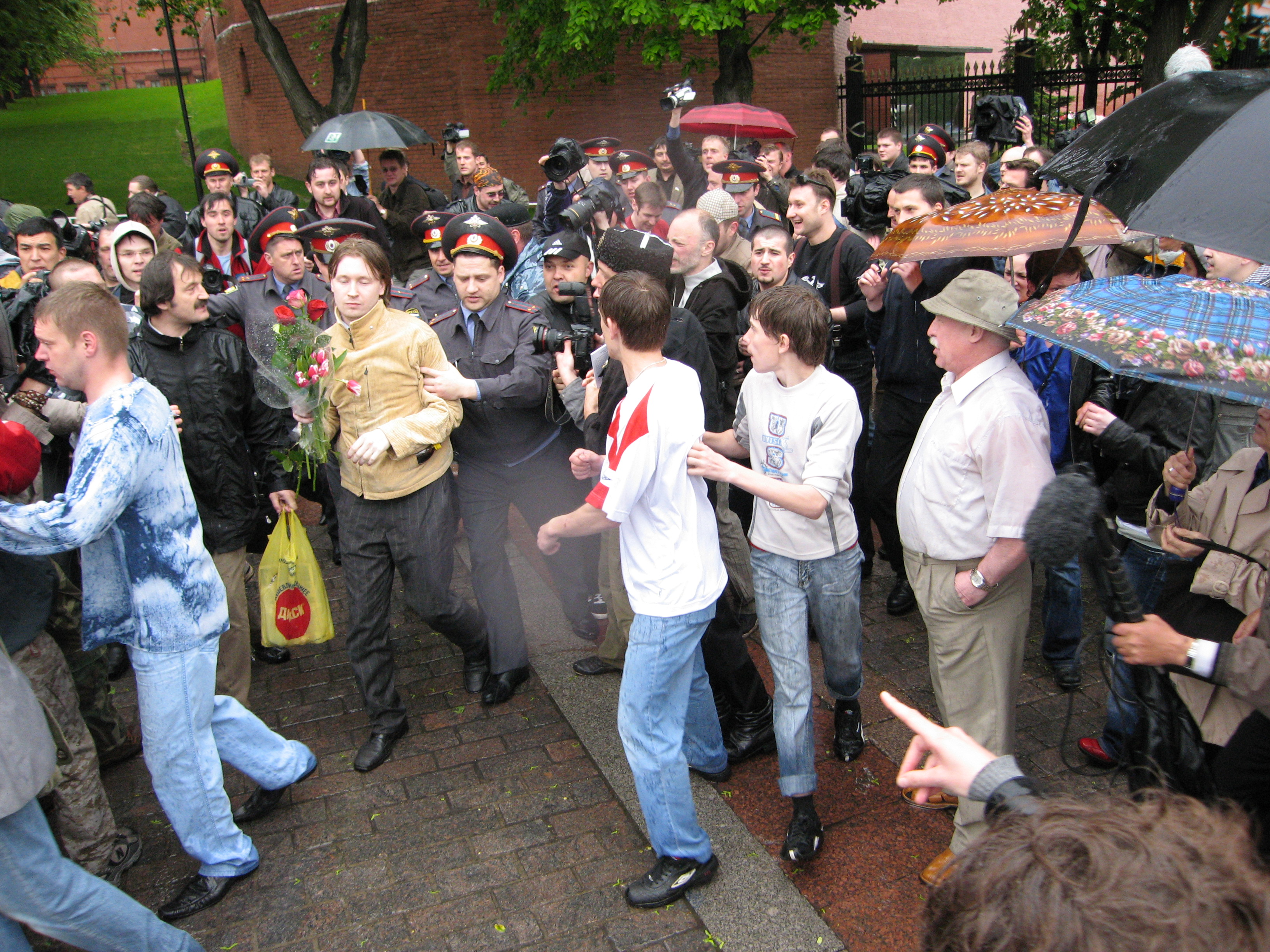
Foro dell'arresto dell'attivista gay Nikolaj Aleksandrovič Alekseev durante il primo Gay Pride di Mosca, avvenuto il 27 maggio 2006.

L'omofobia è ancora molto diffusa e numerose sono le vittime di violenza proveniente dalla società e da parte governativa. Inoltre il governo si oppone ancora alle organizzazioni LGBT come se fossero associazioni criminali e ostacola ogni tentativo di farle registrare ufficialmente. Nel 2002 i conservatori introdussero un disegno di legge alla Duma nel tentativo di tornare a criminalizzare l'omosessualità, accusata della rapida diffusione dell'AIDS e della decadenza morale della società.
La Chiesa ortodossa russa mostra tradizionalmente una forte opposizione nei confronti dell'omosessualità. Nel 2003 ci fu un incidente a Nižnij Novgorod: un sacerdote sposò una coppia di gay nella sua cappella; la Chiesa ha reagito espellendo il sacerdote dal suo incarico, considerando dissacrante l'accaduto e facendo demolire interamente la cappella dicendo che la cerimonia è stata un attacco contro le regole e i valori fondamentali.
Eppure vi è una ripresa lenta della subcultura omosessuale; in molte città vi sono gruppi locali che lavorano per i diritti degli omosessuali. Club e gay bar sono lentamente diventati un evento normale e il loro numero è in costante aumento. Il duo pop delle t.A.T.u., giocando con un possibile lesbismo delle sue componenti (successivamente da esse smentito) riaprì la discussione sull'argomento.
Nel 2007 si formò a San Pietroburgo il Festival della lirica amorosa lesbica, che sopravvisse solo per tre edizioni; vi hanno partecipato le poetesse Nastija Denisova e Nadija Djagileva; gli organizzatori e molti altri partecipanti furono pubblicati sulla rivista intitolata Le Lju Li comprendente anche opere di Nastia Afanas'eva, Alla Gorbunova, Tat'jana Moseeva, Faina Grimberg tra gli altri.
Nel 2006 e 2007 il Gay Pride da tenersi a Mosca è stato vietato e in entrambi i casi i manifestanti, tra cui il parlamentare tedesco Volker Beck, ha subito attacchi violenti da parte di skinhead, nazionalisti russi e militanti ortodossi. La marcia è stata vietata nuovamente nel 2008, 2009, 2010 e 2011.
Verso la metà degli anni 2010 l'omofobia è divenuta parte di una dichiarazione di strategia di politica estera contro l'Occidente e per la difesa interna dei "valori tradizionali". Così il ministro degli esteri Sergej Viktorovič Lavrov ha affermato nel 2014 davanti al Consiglio dei diritti umani dell'ONU che "coloro che sostengono le posizioni ultraliberali sono sostenitori del permissivismo senza limiti e dell'edonismo, e chiedono che i valori siano rivisti dalla morale".
Nel 2014 la Russia si oppone ad una risoluzione non vincolante in sede ONU contro l'omofobia e la transfobia e nel 2015 contro il riconoscimento delle unioni tra persone dello stesso sesso dipendenti delle Nazioni Unite. Nel 2014 si è celebrato a Mosca il "Congresso mondiale delle famiglie", un raduno internazionale di gruppi conservatori e omofobi.
Durante i disordini provocati dai tifosi russi al Campionato europeo di calcio 2016 Vladimir Markin, un alto funzionario della sicurezza russa, ha affermato su Twitter che "la polizia rossa è super: la sfilata del gay pride assieme alla polizia francese ha reso questa debole e impreparata per affrontare i potenti hooligan russi". Ore dopo Parigi aveva illuminato la Torre Eiffel con i colori della bandiera arcobaleno per pregare in onore dei caduti nella strage della discoteca Pulse di Orlando (vedi Attentato di Orlando del 2016).
A livello di strada il club di motociclisti "Lupi notturni" si è associato con il presidente russo Vladimir Putin suggerendo come nome alternativo per sé stessi quello di "Morte ai froci"; nel febbraio 2015 organizzò una grande manifestazione contro l'Euromaidan il cui slogan era "non abbiamo bisogno di ideologia occidentale o di dimostrazioni gay!"
Per quanto riguarda la politica interna il maggiore strumento utilizzato è quello della legge russa contro la propaganda omosessuale.